# Lisa Schettner
Lisa Schettner [ˈliːsə ʃˈetnə], connue par son nom d'artiste Elisabeth Schettner ou Liz Schettner, est auteure-compositrice-interprète, productrice, musicienne et réalisatrice de vidéoclips, de nationalité française. Elle est devenue populaire en publiant ses chansons originales, ainsi que des reprises, sur ses réseaux sociaux. Sa composition « Bayraktar [Mashup Edition],,», créée en collaboration avec le colonel et auteur ukrainien Taras Borovok,, est une chanson engagée, sur le thème de l'invasion russe de l'Ukraine,,. Ce single devient un hit après sa sortie officielle le 7 avril 2022,,,. Il se place au hit-parade ukrainien,,, et est régulièrement joué à la radio locale. En outre, le single est mentionné par les auteurs Tjaša Mohar et Victor Kennedy dans leur livre Words, Music and Propaganda, publié en 2023. Cette même composition de Lisa Schettner fait également l’objet de l’article Not your ordinary drone : odes to the Bayraktar in the Russia-Ukraine war, publié en 2024 par Cambridge University Press.
L'écrivaine géorgienne Tamuna Tsertsvadze mentionne la musique de Lisa dans plusieurs de ses œuvres. Dans son livre Gift of the Fox, l'une des héroïnes se nomme Liz Schettner, en l'honneur de l'artiste. La ballade folk de Lisa Schettner, « Edmund's Lullaby », est composée pour être la bande originale du livre The Zodiac Circle, écrit par Tamuna.
En 2016, Lisa sort son premier EP Up High, puis un single du même nom. Ses chansons, « Up High» et « Great Expectations » sont sélectionnées parmi les vingt meilleures chansons dans le Top 20 annuel du podcast américain Irish & Celtic Music Podcast,. De plus, « Up High » reçoit une mention honorable au concours Texas Scot Talent 2017. Le single « Baby Beauty (Baby Shower Song) » connait une popularité internationale à la suite de son succès sur les réseaux sociaux, et est joué lors de fêtes prénatales par de jeunes parents du monde entier,.

## Débuts et formation
Lisa Schettner est née à Bayonne, en France. En raison de la profession de ses parents, elle change souvent de pays de résidence. Dans chaque endroit au monde où elle vit, la culture locale devient son intérêt principal, ce qui l'aide à développer une sensibilité musicale aigue. Très tôt, elle apprend le piano et la guitare. C'est à 12 ans qu'elle commence à composer sa propre musique et paroles.Ses acquis du piano et de l'expression vocale s'approfondissent sous la direction des artistes anglais Hilary Carrington et Simon Carrington, fondateur de l'ensemble vocal The King's Singers, lauréat d'un Grammy Award.
Les premières chansons de Lisa sont enregistrées à Vancouver dans le studio d'Ed Sadler. Ensuite, Lisa crée sa musique dans son home-studio en France, et travaille avec plusieurs ingénieurs de son, dont Jim Kwan, et le lauréat du Latin Grammy Award Thomas Juth.
Grâce aux nombreux cours de ballet, de danse lyrique et de jazz pris en grandissant, Lisa Schettner parfait ses talents de danseuse. Elle apprend le hip-hop sous la direction de Teya Wild, finaliste de So You Think You Can Dance Canada (saison 4). Pendant ses études au Lycée Français de Vienne, Lisa suit des cours de danse de société à la prestigieuse Ecole de danse Elmayer. De surcroît, elle reçoit une formation en art dramatique à The Lir Academy, au Rose Bruford College, et au studio Tarlington Training. Parmi ses professeurs se trouvent l'acteur de film Cameron Bancroft et la fondatrice du studio, Carole Tarlington, dont le nom figure au BC Entertainment Hall of Fame.
En 2017, Lisa réussit le concours d'entrée au Berklee College of Music, Boston, USA.

## Discographie

### Albums studio
- 2016 : Up High

### Singles studio
- 2016 : Up High
- 2016 : Strike You Out[34]
- 2016 : Inside The Dew (Acoustic Version)
- 2017 : Inside The Dew
- 2017 : SPY
- 2017 : Wild (avec Ed Sadler)[35]
- 2018 : All Good People
- 2018 : Best Mistake (avec Andreas Baltes, harmoniciste)
- 2018 : Winter Holidays
- 2019 : Edmund's Lullaby
- 2019 : Baby Beauty (Baby Shower Song)[28]
- 2019 : Amor Latino
- 2020 : Great Expectations
- 2020 : Don't Need
- 2021 : Strawberry Garden
- 2021 : Cinnamon
- 2021 : Thunderheart
- 2021 : Cinnamon (but London is depressing)
- 2021 : Scarlet Letter
- 2021 : Baby, There's Covid Outside (avec Tyler Brooker)[36],[37]
- 2022 : Frostbite (avec TakeHeart)
- 2022 : Hands Off Ukraine (avec D-Toc)
- 2022 : Bayraktar [Mashup Edition] (avec Taras Borovok)[38],[39]
- 2022 : Bayraktar [French Mashup Edition] (avec Taras Borovok)
- 2023 : Snowing Light[40]
- 2023 : Out Of Touch (avec Taras Borovok)[41]
- 2023 : Out Of Touch (Mr Nebu remix)[42]
- 2023 : Christmas Mouse

### Collaborations
- 2020 : Tyler Brooker avec Lisa Schettner - Wild Night
- 2021 : Tyler Brooker avec Lisa Schettner - Until The End (Duet Edition)
- 2022 : TakeHeart avec Lisa Schettner - Frostbite (TakeHeart version)
- 2022 : Taras Borovok avec Lisa Schettner - Bayraktar Fr (Tyler Brooker remix)[43]